# Bjørn Alterhaug

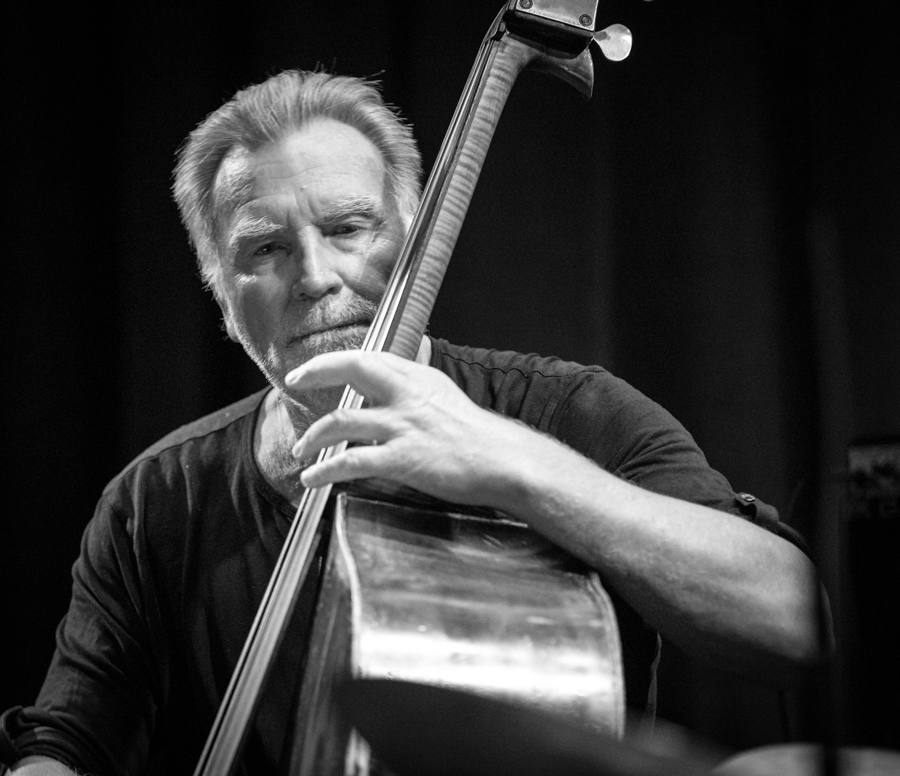
Het Björn-Alterhaug-Quintett in 2017

Bjørn Alterhaug (Mo i Rana, 3 juni 1945) is een Noorse jazz-contrabassist en componist.

## Biografie
Alterhaug studeerde vanaf 1966 muziek aan de Universiteit van Trondheim. Hij begeleidde als snel jazzreuzen als Joe Henderson, Lee Konitz, Chet Baker, Dexter Gordon, Lucky Thompson en Ben Webster tijdens hun optredens in Noorwegen. In 1975 kreeg hij een Buddyprisen.
Sinds 1970 is Alterhaug ook als componist actief. Hij schreef meer dan 150 composities, stukken voor bigbands, Noorse volksmuziek en moderne kamermuziek. Bij het 25ste Festival van Nordnorwegen was hij de 'festivalcomponist'. Alterhaug werkt aan de Universiteit van Trondheim als muziekdocent.
Alterhaug heeft drie albums als bandleider afgeleverd: Moments (1979), A Ballad (1986) en Constellations (bij Odin, 1991). Voor 'Moments' kreeg hij in 1980 een Spellemannprisen. Als sideman werkte hij o.a. met Asmund Bjørken, Thorgeir Stubø, Ivar Antonsen, Tore Johansen, John Pål Inderberg, Hilde Hefte, Hallgeir Pedersen, Warne Marsh, Bjørn Johansen, Egil Kapstad, Bodil Niska en Siri Svale.

## Discografie
Als bandleider:
- Moments (1979)
- A Ballad (1986)
- Some Other Time (1991), met Bjørn Johansen, Frode Thingnæs, Laila Dalseth, Ole Jacob Hansen en Egil Kapstad
- Constellations (1991)
- Steps Toward's a Dream (1995), met Lee Konitz, John Pål Inderberg en Erling Aksdal jr.,
- Songlines (2009)